# Jävenitzer Moor
Koordinaten: 52° 30′ 8″ N, 11° 28′ 20″ O
Das Jävenitzer Moor ist ein Naturschutzgebiet in der Stadt Gardelegen im Altmarkkreis Salzwedel in Sachsen-Anhalt.
Das Naturschutzgebiet mit dem Kennzeichen NSG 0007 ist 13,74 Hektar groß. Es ist Bestandteil des gleichnamigen FFH-Gebietes und des EU-Vogelschutzgebietes „Vogelschutzgebiet Colbitz-Letzlinger Heide“. Das Gebiet steht seit 1938 unter Schutz (Datum der Verordnung: 11. Dezember 1938). Zuständige untere Naturschutzbehörde ist der Altmarkkreis Salzwedel.
Das Naturschutzgebiet liegt südlich der Gardelegener Ortsteile Kloster Neuendorf und Jävenitz. Es stellt ein kleines Moorgebiet unter Schutz. Das Moor liegt in einer Senke in einem Waldgebiet am Rande der Colbitz-Letzlinger Heide. Es wird über fünf Quellzonen gespeist. Das Moor wurde bis in die 1950er Jahre genutzt. Große Teile des entwässerten und abgetorften Moores sind baumfrei. Durch Wiedervernässungsmaßnahmen konnten sich Teile des Moores regenerieren. In ehemaligen Torfstichen sind u. a. Torfmoose, Ockergelber Wasserschlauch und Kleiner Wasserschlauch zu finden. Auf Verlandungsflächen siedeln Rundblättriger Sonnentau sowie Tormoos-Wollgras- und Schnabelried-Gesellschaften. In den Moorgräben ist Knöterichlaichkraut zu finden. Daneben sind Bruchwälder mit Moorbirken, Erlen und Kiefern sowie Seggenriede mit Fadenseggen-Gesellschaften, Schnabelseggenried und Hundsstraußgras-Grauseggen-Gesellschaften zu finden. In regenerierenden Bereichen des Moores wachsen Torfmoose und Glockenheide-Feuchtheiden.
Im Naturschutzgebiet sind u. a. Wespenbussard, Krickente, Bekassine, Kranich und Ziegenmelker heimisch. Auch Waldeidechse und Teichmolch sind hier zu finden. Weiterhin kommen zahlreiche Libellenarten vor, darunter Südliche und Kleine Binsenjungfer, Speer- und Mondazurjungfer, Kleiner Blaupfeil, Gebänderte Heidelibelle sowie Nordische Moosjungfer.
Das Moorgebiet entwässert über Gräben zum Jävenitzer Moorbach und weiter über den Laugenbach zur Milde.